# Mount Kooroocheang
Mount Kooroocheang är ett berg i Australien. Det ligger i regionen Hepburn och delstaten Victoria, omkring 100 kilometer nordväst om delstatshuvudstaden Melbourne. Toppen på Mount Kooroocheang är 663 meter över havet, eller 224 meter över den omgivande terrängen. Bredden vid basen är 2,5 km.
Runt Mount Kooroocheang är det glesbefolkat, med 9 invånare per kvadratkilometer.. Närmaste större samhälle är Daylesford, omkring 15 kilometer öster om Mount Kooroocheang.
Trakten runt Mount Kooroocheang består till största delen av jordbruksmark. Genomsnittlig årsnederbörd är 782 millimeter. Den regnigaste månaden är juli, med i genomsnitt 92 mm nederbörd, och den torraste är januari, med 22 mm nederbörd.